# Marsh Lake
Marsh Lake è una comunità del Canada di 746 abitanti, situato nel territorio dello Yukon. 
La comunità è situata lungo l'autostrada dell'Alaska, a sud-est di Whitehorse e la sua superficie della comprende molti altri piccoli centri abitati lungo l'autostrada.

## Popolazione
Secondo il censimento del 2021 la popolazione di Marsh Lake ammontava a 746 abitanti.